# Mamuka Bachtadze
Mamuka Bachtadze (gruz.: მამუკა ბახტაძე, ur. 9 czerwca 1982 w Tbilisi) – gruziński polityk, minister finansów od 13 listopada 2017 do 20 czerwca 2018, premier Gruzji od 20 czerwca 2018 do 8 września 2019.
Jego kandydatura i rząd zostały zatwierdzone przez parlament stosunkiem głosów 99 do 6.